# Gonçalves Dias

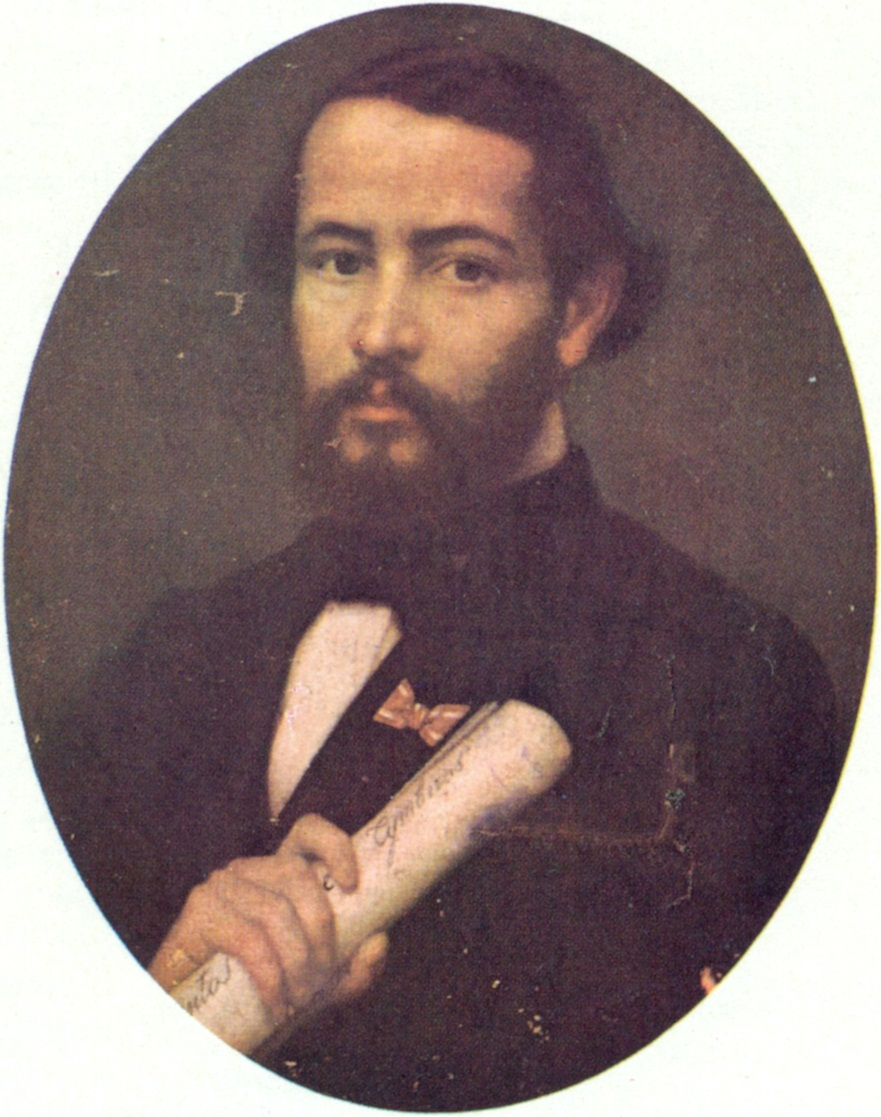
Gonçalves Dias.

Antônio Gonçalves Dias, född den 10 augusti 1823 i Caxias, död den 3 november 1864 i Guimarães, var en brasiliansk skald.
Dias studerade vid Coimbras universitet, blev vid återkomsten till Brasilien professor i historia i Rio de Janeiro och sändes av regeringen på flera vetenskapliga expeditioner. Diktsamlingen Primeiros cantos (1846) förskaffade honom genast en popularitet, som ökades av Segundos cantos (1848) och Ultimos cantos (1851). Dias skrev skådespelen Leonor de Mendonça, Boabdil, Beatrice Cenci och Patkul, ett ofullbordat epos, Os tymbiras, samt en ordbok över ett indianspråk Diccionario da lingua tupy (1858). Dias vistades flera år på Europas kontinent och utgav själv 1857 en upplaga av sina lyriska dikter, Cantos, i Leipzig. Hans dikter blev förebildande genom sin nationella prägel, lokalfärgen och behandlingen av gamla indianska motiv; med hans episka diktning samt erotiska och elegiska lyrik kulminerar romantiken i Brasiliens vitterhet. Efter Dias död utkom hans Obras posthumas (1866).